# 유엔 한국 위원회
유엔 한국 위원회(영어: United Nations Commission on Korea; UNCOK) 또는 국제 연합 한국 위원회(한국 한자: 國際 聯合 韓國 委員會)는 1948년 12월 점령군 철수 촉구, 한반도의 독립·통일·발전 지원을 목적으로 설립된 유엔의 기구이다. 주요 활동으로 한반도의 정치, 경제적 문제 해결 노력, 한반도 상황 유엔 보고 등이 있다.

## 역사

### 임시위원단
1947년 9월 제2차 미소공동위원회 회의가 성과 없이 진행되고 있는 와중에 한반도의 독립에 관한 문제가 유엔에 상정되었다. 그 후, 1947년 11월 제2차 유엔 총회의 결의에 따라 유엔 한국 임시위원단(영어: United Nations Temporary Commission on Korea; UNTCOK, 문화어: 유엔 림시 조선 위원단)이 발족했다. 유엔 한국 임시 위원단은 한반도의 공정한 선거와 민주적인 정부 수립을 돕기 위해 설치됐다. 1948년 1월 8개국의 대표로 구성된 임시위원단이 한국에 입국하였으나 소련군 점령 하의 북한 지역에서 총선을 실시할 수 없게 되자 그 사실을 유엔 소총회에 보고했다.
1948년 2월 유엔 소총회는 소련등 7개국의 반대에도 불구하고 선거가 가능한 지역에서만이라도 총선을 하겠다는 미국의 안을 따르기로 했다. 그에 따라 남한에서는 5·10 총선거가 치러지게 되었고, 최종적으로 남한에서는 1948년 8월 15일 대한민국이, 북한에서는 1948년 9월 9일 조선민주주의인민공화국이 각각 출범했다.

### 한국위원회
1948년 12월 열린 제3차 유엔 총회에서는 유엔 한국 임시 위원단의 감시하에 남한 지역에서 실시된 선거에 따라 수립된 대한민국 정부를 합법 정부로 승인하고, 점령군의 즉각적인 철수를 촉구하는 결의안이 채택되면서 유엔 한국 위원회를 설치하기로 결정했다. 그에 따라 유엔 한국 임시위원단의 업무는 유엔 한국 위원회에 승계되었다.
유엔 한국 위원회는 한반도의 분단에서 비롯된 정치, 경제적 문제들을 해결하기 위해 노력했으며 특히 1949년 9월 제4차 유엔 총회의 결의에 따라 38선 부근에서 발생하는 군사적 위협을 모두 유엔에 보고하는 활동을 했다. 유엔이 한국전쟁에 대한 입장을 정하는데 이 보고가 중요한 근거가 된 것으로 알려져 있다. 당시 위원회 본부는 부산에 있었으며 한국전쟁이 발발한 뒤 일본 도쿄로 이전했다가 미국 측의 요청에 따라 다시 부산으로 옮겼다. 유엔 한국 위원회는 이후 부산에서 전쟁에 관한 보고서들을 작성해 유엔에 제출했다.

1950년 7월 30일에는 임시수도인 대구에서 유엔 한국 위원회가 공개 대담을 가지는데 이 때 촬영된 사진들이 아직까지 전해진다.

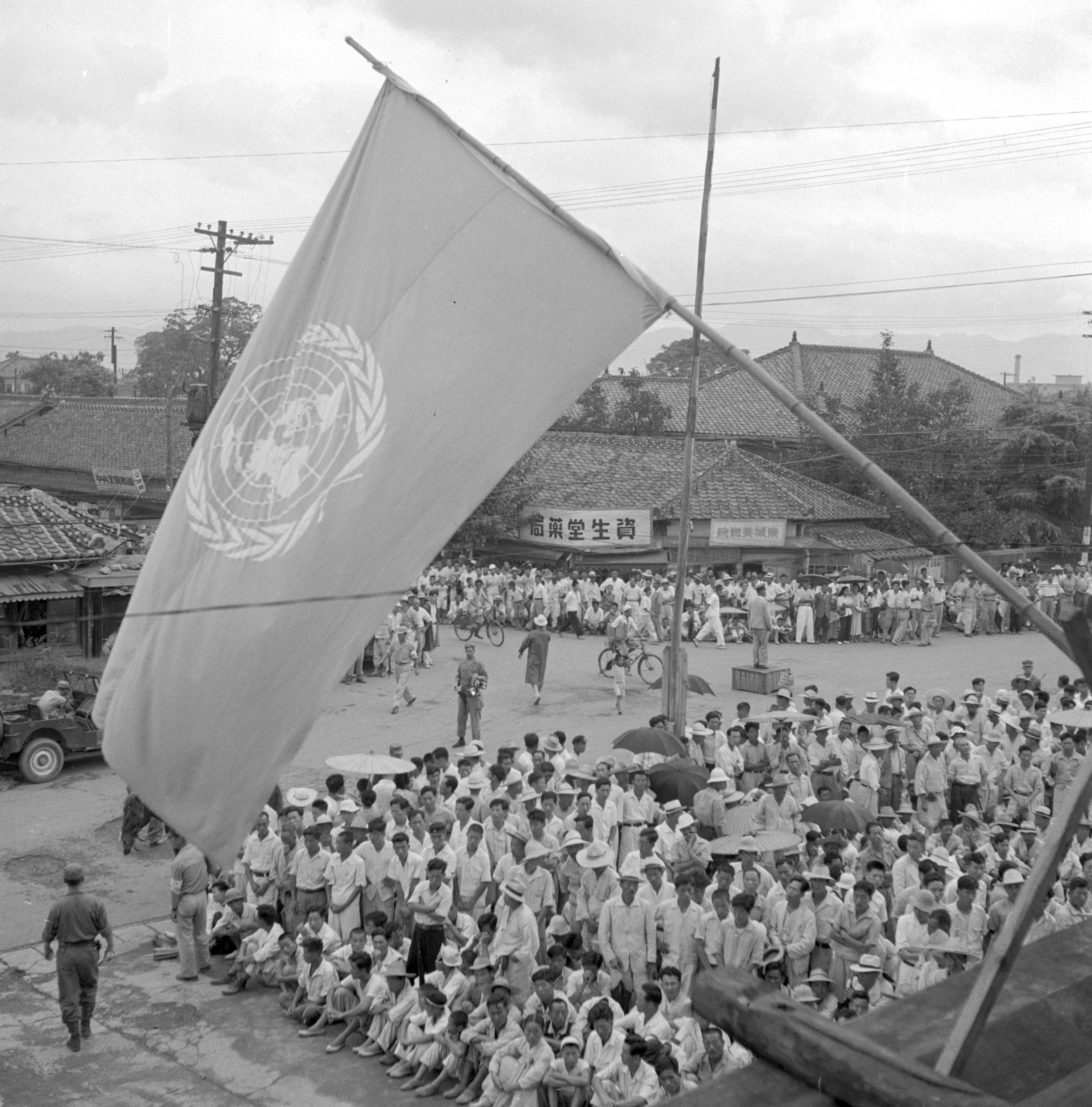
7월 30일 대구에서 열린 공개회담에 모인 군중들
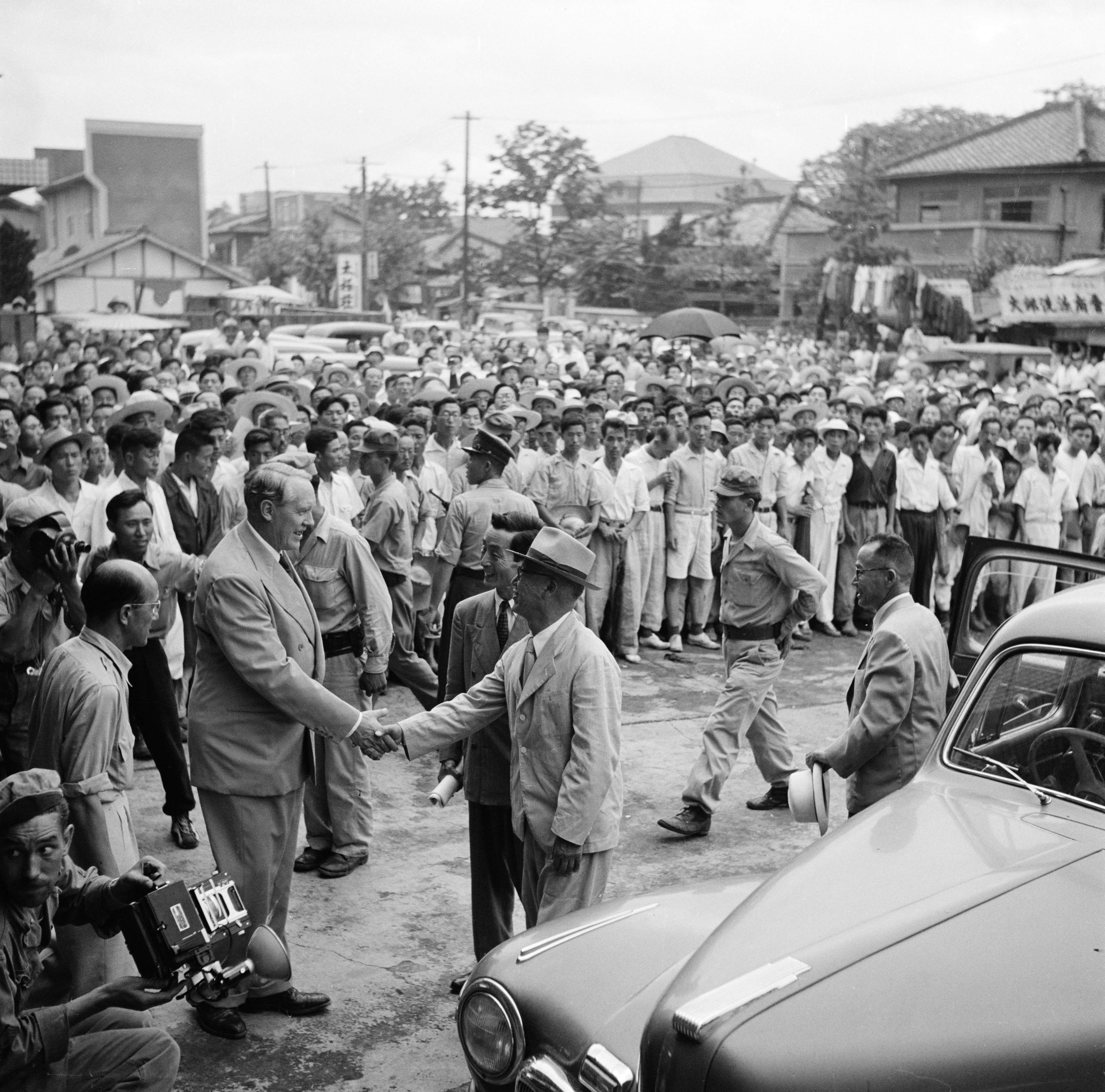
UNCOK 수석 서기관인 베르틸 렌보르흐(Bertil A. Renborg)가 이승만 대통령과 악수를 나누고 있다.
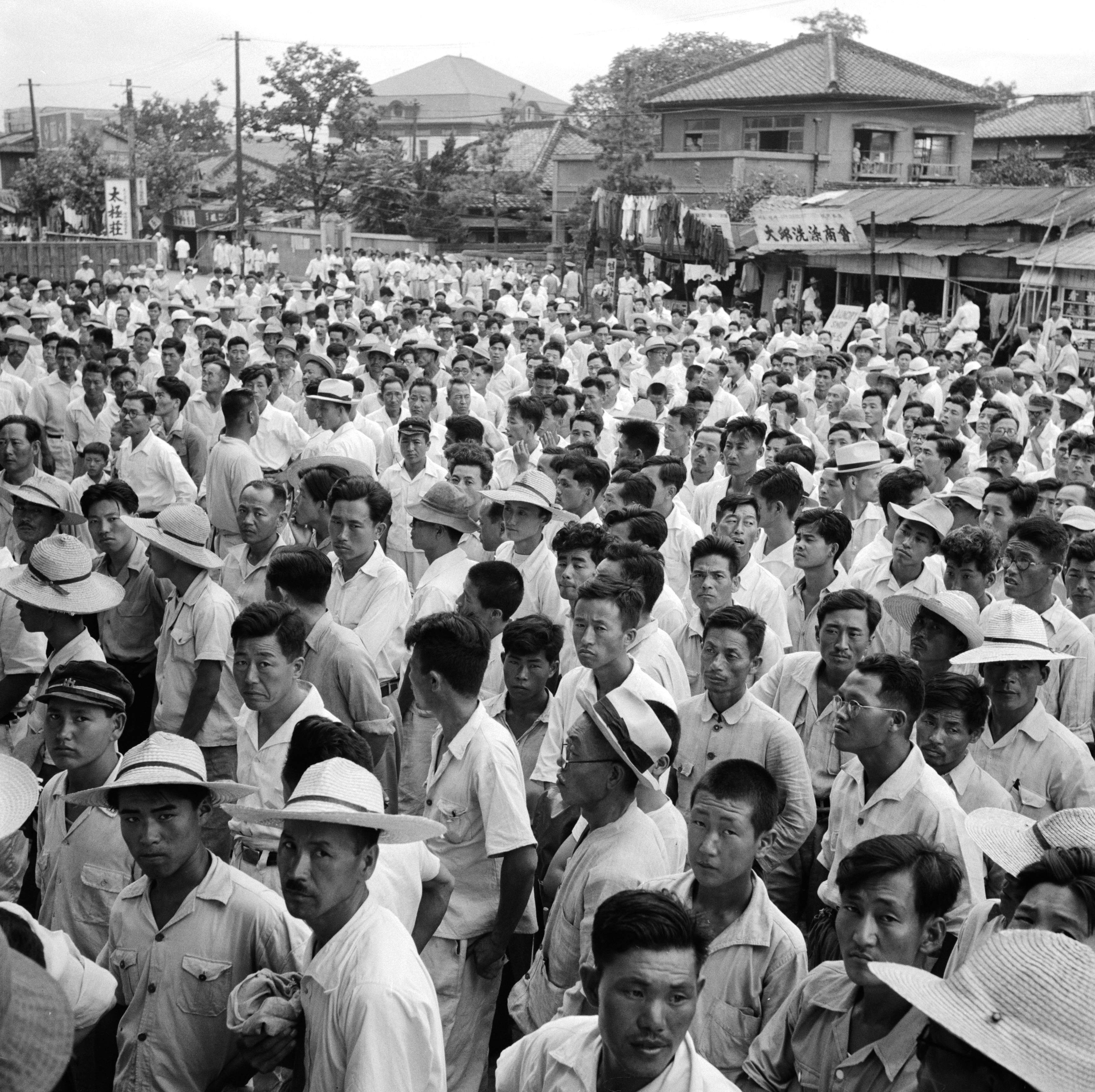
군중들이 모여 대중집회에 참석하고 있다.

후에 유엔 한국 위원회의 임무는 유엔 한국 통일 부흥 위원회가 승계했다. 한국통일부흥위원회는 한국전쟁이 진행 중이던 1950년 10월 제5차 유엔 총회에서 설치가 결정됐으며 한반도의 재건, 구호, 통일, 민주정부 성립 등을 목표로 했다. 결국 1973년 12월 제28차 유엔 총회에서 만장일치 결의로 해체됐다.

## 구성

### 임시위원단
대표단
- 시리아
  - 자비(Zeki Djabi) - 대표
  - 무기르(Yashin Mughir) - 대표대리

- 인도
  - V. K. 크리슈나 메논(V. K. Krishna Menon) - 대표, 임시위원단장
  - 씽(Bahadur Singh) - 대표
  - 나르(K. G. Nair) - 대표대리

- 오스트레일리아
  - 잭슨(S. H. Jackson) - 대표, 제2분과위원장

- 캐나다
  - 조지 S. 패터슨(G. S. Patterson) - 대표, 제1분과위원장

- 엘살바도르
  - 바레(Miguel Angela Pena Valle) - 대표
  - 린도(Huge Lindo) - 대표대리

- 중화민국
  - 유어만(Liu Yu-Wan) - 대표
  - 왕공행(Wang Gung-Hsing) - 대표대리
  - 스튜(T. L. Ssetu) - 고문

- 필리핀
  - 멜레시오 아란즈(Melecio Arranz) - 대표
  - 루나(Pufino Luna) - 대표대리, 제3분과위원장

- 프랑스
  - 마네(Olivier Manet) - 대표
  - 폴봉쿠(Jean-Louis Paul-Boncour) - 대표

- 우크라이나 소비에트 사회주의 공화국 - 불참

사무처
- 슈미트(Petrus Johannes Schmidt) - 수석비서관(principal secretary)
- 밀러(Ian F. G. Milner) - 차석비서관(deputy principal secretary)
- 빅토르 후(Victor Hoo, Hu Shih-Tse) - UN 사무차장보
- 슈라이버(Marc Schreiber) - 법률 고문

## 같이 보기
- 유엔
- 유엔 한국 재건단
- 유엔 한국 민사지원단
- 한국통일부흥위원단
- 유엔한국협회

## 참고 자료
- 「예방외교」, 남북한 정권 수립, 장호근 저, 플래닛미디어(2007년, 175~190p)
- 「한국현대정치론」, 자유당 정권의 선거조종과정, 한배호 저, 오름(2000년, 406~409p)

## 참고 사이트
- 유니세프 한국위원회 공식 웹사이트
- 유엔환경계획 한국위원회 공식 웹사이트
- 유네스코 한국위원회 공식 웹사이트